# Universidade do Novo México
A Universidade do Novo México (UNM) em castelhano:  Universidad de Nuevo México) é uma universidade pública em Albuquerque, Novo México, EUA. Foi fundada em 1889 e oferece serviços níveis de graduação, pós-graduação e cursos técnicos em várias áreas. Seu campus em Albuquerque tem cerca de 2,4km², com campi adicionais em Gallup, Los Alamos, Rio Rancho, Taos e Los Lunas.

## História
A universidade foi fundada em 28 de fevereiro de 1889, com a aprovação da lei número 186 na Assembleia Legislativa do Novo México, que estipulava a criação de uma instituição nos arredores de Albuquerque, condado de Bernalillo, apenas 3 quilômetros ao norte da rodovia. Bernard Shandon Rodey, um juiz do território do Novo México, pressionou para que a localização do campus fosse em Albuquerque e foi um dos autores do estatuto que criou a universidade. 

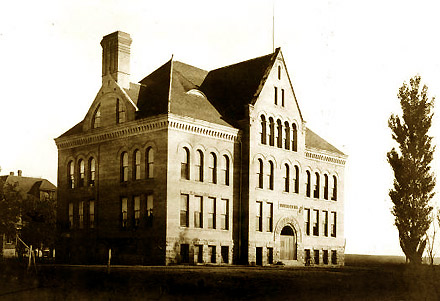
Hodgin Hall, primeiro prédio do campus. A fachada foi reformada e hoje é usada pelos estudantes.